# راسوواران
راسوواران (به لاتین: Musteloidea) یک بالاخانواده از پستانداران گوشتخوار است که توسط شخصیت‌های مشترک جمجمه و دندان‌ها متحد شده‌اند. گروه خواهری پاروپایان هستند، گروهی که شامل فوک‌ها می‌شود.
راسوواران از خانواده‌های سرخ‌پاندایان (پاندای سرخ)، راسویان (راسو، سمور آبی و گورکن‌ها)، سمورها (خرسکیان: راکون، کوآتی، خرسک دم‌حلقه‌ای، باریک‌خرس، و گربه دم‌حلقه‌ای و نیم‌گربه) و گندراسوها (گندراسو و گورکن بدبو) تشکیل شده‌است.
در آمریکای شمالی، خرس‌واران و راسوواران برای نخستین بار در چادرونی ظاهر می‌شوند (اواخر ائوسن). در اروپا، خرس‌واران و راسوواران برای نخستین بار در اوایل الیگوسن بلافاصله پس از Grande Coupure ظاهر شدند.